# Petrivka, Pervomaisk
Petrivka (în ucraineană Петрівка) este un sat în comuna Katerînka din raionul Pervomaisk, regiunea Mîkolaiiv, Ucraina.

## Demografie
Componența lingvistică a localității Petrivka
     Ucraineană (90,2%)
     Romani (5,88%)
     Română (3,92%)
Conform recensământului din 2001, majoritatea populației localității Petrivka era vorbitoare de ucraineană (90,2%), existând în minoritate și vorbitori de romani (5,88%) și română (3,92%).